# فرانچسکو بگا
فرانچسکو بگا (انگلیسی: Francesco Bega؛ زادهٔ ۲۶ اکتبر ۱۹۷۴) بازیکن فوتبال اهل ایتالیا است.
از باشگاه‌هایی که در آن بازی کرده‌است می‌توان به باشگاه فوتبال کوزنتسا کالچو، باشگاه فوتبال فیورنتینا، باشگاه فوتبال برشا، باشگاه فوتبال کالیاری، باشگاه فوتبال مونتسا، باشگاه فوتبال تریستیانا، باشگاه فوتبال لوگانو، باشگاه فوتبال جنوآ، و باشگاه فوتبال کومو اشاره کرد.